# Chikkagollahalli, Mulbagal
Chikkagollahalli là một làng thuộc tehsil Mulbagal, huyện Kolar, bang Karnataka, Ấn Độ.